# Dinas
Dinas je žárovzdorná křemičitá hmota, která se používá ke konstrukci kleneb a vyzdívek koksárenských, ocelářských a sklářských pecí.[zdroj?] Je odolný vůči kyselým taveninám. Původní materiál pochází z Walesu. Dinas v překladu z velštiny znamená město (neboli skalní město).[zdroj?] Dinas se vyrábí z křemenců, křemenných písků, dinasového zlomu a dalších látek jako vápna, plastifikátorů a mineralizátorů.